# Cytisus sauzeanus
Cytisus sauzeanus är en ärtväxtart som beskrevs av Émile Burnat och John Isaac Briquet. Cytisus sauzeanus ingår i släktet kvastginster, och familjen ärtväxter. Inga underarter finns listade i Catalogue of Life.